# Epimedium borealiguizhouense
Epimedium borealiguizhouense är en berberisväxtart som beskrevs av S.Z. He och Y.K. Yang. Epimedium borealiguizhouense ingår i släktet sockblommor, och familjen berberisväxter. Inga underarter finns listade i Catalogue of Life.